# 紀映鍾
纪映钟（1609年—1681年），字伯紫。江苏上元（今江苏南京）人。
明末诸生。為复社成員。馬士英、阮大铖擅權南京弘光朝廷，紀映鍾集結復社進行口誅筆伐。入清后，自称鐘山逸老。有诗才，其妹纪映淮、女兒纪松实皆能诗词。一度在天台山为僧，不久即還俗。晚年客居龚鼎孳处十年。康熙十二年，龚鼎孳去世，次年南归，終老仪真。著有《戆叟诗钞》四卷。